# モード・ジュレ
モード・ジュレ（Maud Jurez）は、フランスの女優。

## 略歴
彼女は9歳でパリ国立オペラの学校に入り、5年間を過ごした。次いで、ローザンヌのモーリス・ベジャールのもとで、新古典主義的技法などの舞踏を学んだ。その後、（パリの(キャバレー）リドの所属となり、次いで、ムーラン・ルージュのトップ級の踊り子となって、ジェローム・サヴァリと『La Belle et la toute petite Bête』（「美女と小さな野獣」の意）で共演するなど、大物との共演もしばしば務めた。
彼女はダンスを離れて、コメディの道に進んだが、その3年後にも、ジャン＝ピエール・カスタルディが主演したTF1のテレビ映画『Capitaine Casta: Amélie a disparu』でダンサー役を演じた。2006年には、レティシア・カスタ、マチュー・アマルリック、ピエール・アルディティらが出演した、パスカル・トマ監督の映画『Le Grand Appartement』で、ザザ (Zaza) という小さな役を演じた。2007年10月6日、新たにテレビ界に進出した彼女は、W9の『@ vos clips』の司会者としてテレビにデビューした。このほかにも、映画『Mon père est femme de ménage』、『Amitiés sincères』、『Jamais le premier soir』などに出演した。2008年にはテレビ映画『Illusions』に端役で出演している。2010年のテレビ映画『Violences d'été』では、アレクシア (Alexia) 役を演じた。
2012年、彼女は、ジェレミー・レニエが主演したクロード・フランソワの伝記映画『最後のマイ・ウェイ (Cloclo)』に出演した。彼女の役は、クロードが1960年に結婚した生涯ただひとりの妻ジャネット・ヴーラコットであった。ヴーラコットは、ジルベール・ベコーの恋人でもあった人物である。

## 出演作品
- Le Grand Appartement, 2006
- Mon père est femme de ménage, 2011
- Amitiés sincères, 2012
- 最後のマイ・ウェイ（ジャネット 役）、2012年
- Borderline, 2015